# Heinrich Boigk
Heinrich Boigk (30 de outubro de 1912 - 28 de março de 2003) foi um oficial alemão que serviu durante a Segunda Guerra Mundial. Foi condecorado com a Cruz de Cavaleiro da Cruz de Ferro.

## Condecorações
| Cruz de Ferro 2ª Classe                         |
| Cruz de Ferro 1ª Classe                         |
| Folhas de Carvalho n° 370 18 de janeiro de 1944 |